# Quercivir gounellei
Quercivir gounellei là một loài bọ cánh cứng trong họ Cerambycidae.